# ام‌سی‌جی+۰۴–۳۵-۰۱۹
ام‌سی‌جی+۰۴-۳۵-۰۱۹ یک کهکشان‌ است.